# Jim Dombrowski
James Matthew Dombrowski, detto Jim (Williamsville, 19 ottobre 1963), è un ex giocatore di football americano statunitense che ha militato nei ruoli di guardia e offensive tackle nella National Football League (NFL).

## Carriera
Al college Dombrowski giocò a football a Virginia, venendo premiato come All-American. Fu scelto dai New Orleans Saints come sesto assoluto nel Draft NFL 1986. Dopo avere disputato tre partite nella sua stagione da rookie, divenne stabilmente titolare nella seconda. Giocò come tackle sinistro fino a metà della stagione 1989, dopo di che passò al ruolo di guardia fino al suo ritiro nel 1996. Giocò per tutta la carriera con i Saints, venendo inserito nella loro formazione ideale del loro 30º e del 35º anniversario.

## Palmarès
- New Orleans Saints Hall of Fame
- College Football Hall of Fame